# ماي بيغ فات غريك ويدنغ 2
ماي بيغ فات غريك ويدنغ 2 (بالإنجليزية: My Big Fat Greek Wedding 2) هو فيلم رومانسي كوميدي أمريكي تم إنتاجه في سنة 2016 وهو من إخراج كيرك جونس وبطولة نيا فاردالوس وجون كوربت وإيلينا كامبوريس وأندريا مارتن، الفيلم هو تتمة لفيلم ماي بيغ فات غريك ويدنغ الذي تم إنتاجه في سنة 2002، بداية تصوير الفيلم بدأت في مايو 2015 وفي 25 مارس 2016 تم عرضه على صالات السينما بعد أن وزعته شركة يونيفرسال بيكتشرز.

## القصة
بعد قضائها وقت طويل مع إبنتها التي على وشك التخرج من الإعدادية والدخول إلى الجامعة، تواجه تولا وإيان عدة مشاكل وذلك بعد أن يتفقان على إقامة زفاف يوناني آخر أكبر من السابق.

## وصلات خارجية
- ماي بيغ فات غريك ويدنغ 2 على موقع IMDb (الإنجليزية)
- ماي بيغ فات غريك ويدنغ 2 على موقع ميتاكريتيك (الإنجليزية)
- ماي بيغ فات غريك ويدنغ 2 على موقع روتن توميتوز (الإنجليزية)
- ماي بيغ فات غريك ويدنغ 2 على موقع ألو سيني (الفرنسية)
- ماي بيغ فات غريك ويدنغ 2 على موقع Turner Classic Movies (الإنجليزية)
- ماي بيغ فات غريك ويدنغ 2 على موقع أول موفي (الإنجليزية)
- ماي بيغ فات غريك ويدنغ 2 على موقع بوكس أوفيس موجو (الإنجليزية)
- ماي بيغ فات غريك ويدنغ 2 على موقع فيلمافينيتي (الإسبانية)
- ماي بيغ فات غريك ويدنغ 2 على موقع قاعدة بيانات الأفلام السويدية (السويدية)
- ماي بيغ فات غريك ويدنغ 2 على موقع قاعدة بيانات الفيلم (الإنجليزية)

- الموقع الرسمي نسخة محفوظة 4 أغسطس 2020 على موقع واي باك مشين.
- ماي بيغ فات غريك ويدنغ 2 على قاعدة بيانات الأفلام على الإنترنت